# Stockley (Durham)
Stockley – osada w Anglii, w hrabstwie Durham. Leży 8 km na południowy zachód od miasta Durham i 373 km na północ od Londynu. W 1931 roku civil parish liczyła 2320 mieszkańców.